# Noceta
Noceta (korsisch Nuceta) ist eine kleine französische Gemeinde mit 68 Einwohnern (Stand 1. Januar 2022) im Département Haute-Corse auf der Insel Korsika. Sie befindet sich im zentralen Teil der Insel zwischen den Orten Corte und Vizzavona. Noceta liegt auf einer Höhe von etwa 520 Meter, das Gemeindegebiet hat eine Fläche von 1866 Hektar.
| Bevölkerungsentwicklung | Bevölkerungsentwicklung |
| Jahr                    | Einwohner               |
| ----------------------- | ----------------------- |
| 1962                    | 99                      |
| 1968                    | 103                     |
| 1975                    | 84                      |
| 1982                    | 54                      |
| 1990                    | 53                      |
| 1999                    | 54                      |
| 2007                    | 60                      |
| 2016                    | 60                      |

## Wirtschaft
Auf dem Gemeindegebiet gelten kontrollierte Herkunftsbezeichnungen (AOC) für Brocciu, Honig (Miel de Corse – Mele di Corsica), Olivenöl (Huile d’olive de Corse – Oliu di Corsica) und Kastanienmehl (Farine de châtaigne corse – Farina castagnina corsa) sowie geschützte geographische Angaben (IGP) für Wein (Ile de Beauté blanc, rosé oder rouge und Méditerranée blanc, rosé und rouge).

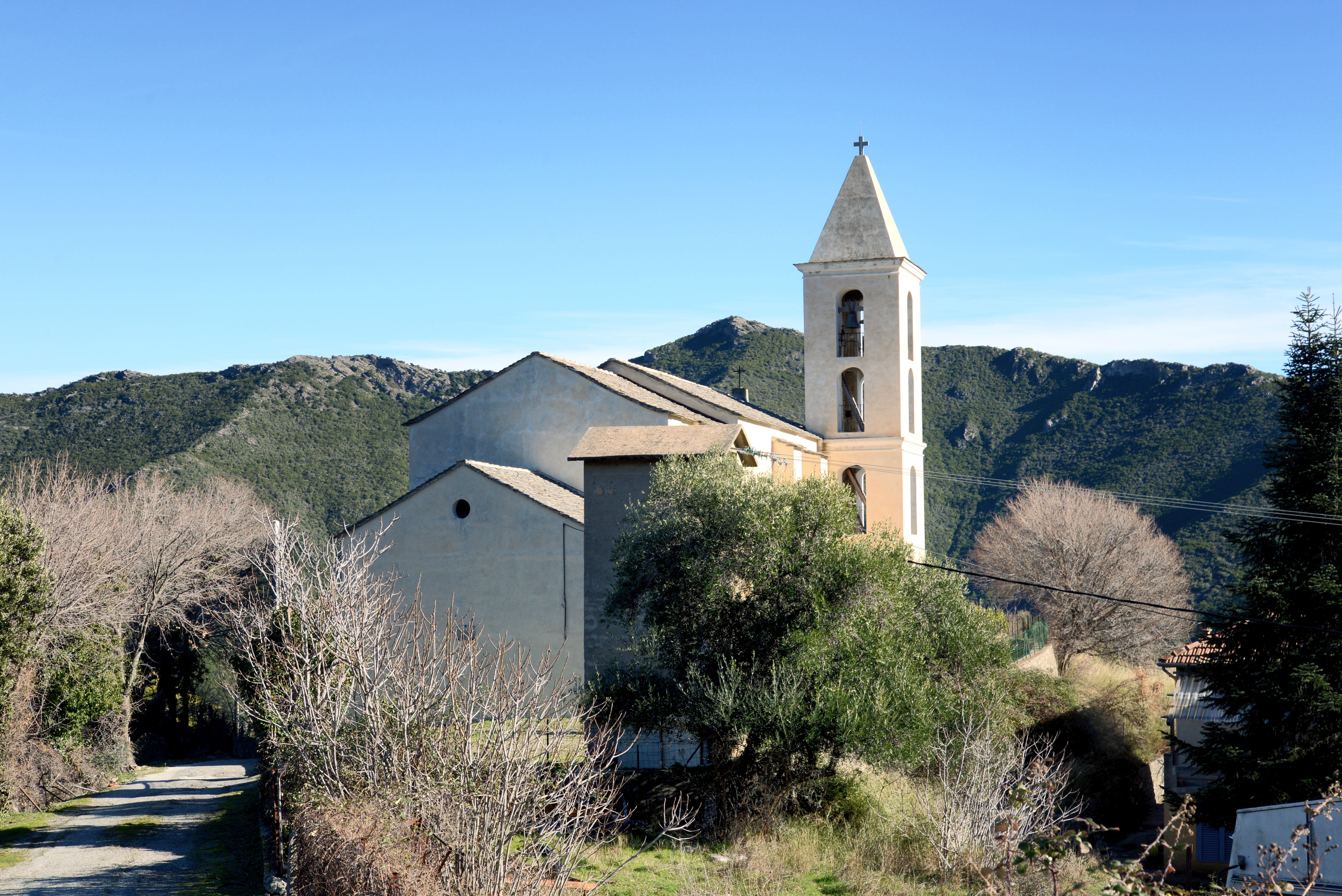
Kirche Saint-Paul